# Venstre (Denemarken)
Venstre, Danmarks Liberale Parti (Nederlands: Links, Liberale Partij van Denemarken) is een Deense centrumrechtse en liberale partij. Als lettersymbool en afkorting gebruikt Venstre de letter V.
Sinds de verkiezingen van 2001 was Venstre lang de grootste partij van Denemarken. Bij de parlementsverkiezingen van 2015 viel de partij echter terug naar een derde plaats en in 2022 werd opnieuw fors verloren. Het is sindsdien de tweede partij, met 23 van de 179 zetels in het Deense parlement.
De partij is de grootste in een aantal kieskringen in het middenwesten en noorden van Jutland en ten noorden van de hoofdstad Kopenhagen.
Partijleider van Venstre is sinds 2023 Troels Lund Poulsen. Zijn directe voorgangers waren Jakob Ellemann-Jensen (een zoon van Uffe Ellemann-Jensen, die tussen 1984 en 1998 eveneens leider was van Venstre) en Lars Løkke Rasmussen (die tien jaar lang partijleider en tevens twee keer premier van Denemarken was). 

## Partijnaam
De partijnaam Venstre kan verwarrend werken: Venstre is immers Deens voor ‘links’. Venstre is echter geen linkse, bijvoorbeeld sociaaldemocratische partij, maar heeft een centrumrechts liberaal karakter. De oorsprong van de benaming ligt in de 19de eeuw. In het Scandinavische politieke landschap van die tijd stonden de toen als links beschouwde liberalen tegenover de rechtse conservatieven. De liberalen stonden daarmee bekend als Venstre (Deens voor ‘links’), de conservatieven als Højre (‘rechts’). De rechtse partij heeft reeds in de vroege 20ste eeuw haar naam gewijzigd tot Det Konservative Folkeparti. De liberale partij Venstre heeft echter haar oorspronkelijke naam behouden. Vandaag de dag moeten we Venstre dus eerder opvatten als ‘Liberale Partij’, hetgeen sinds 1963 ook duidelijk wordt uit het onderschrift dat Venstre hanteert: Danmarks Liberale Parti.

## Geschiedenis: van landbouwersbeweging tot liberale massapartij

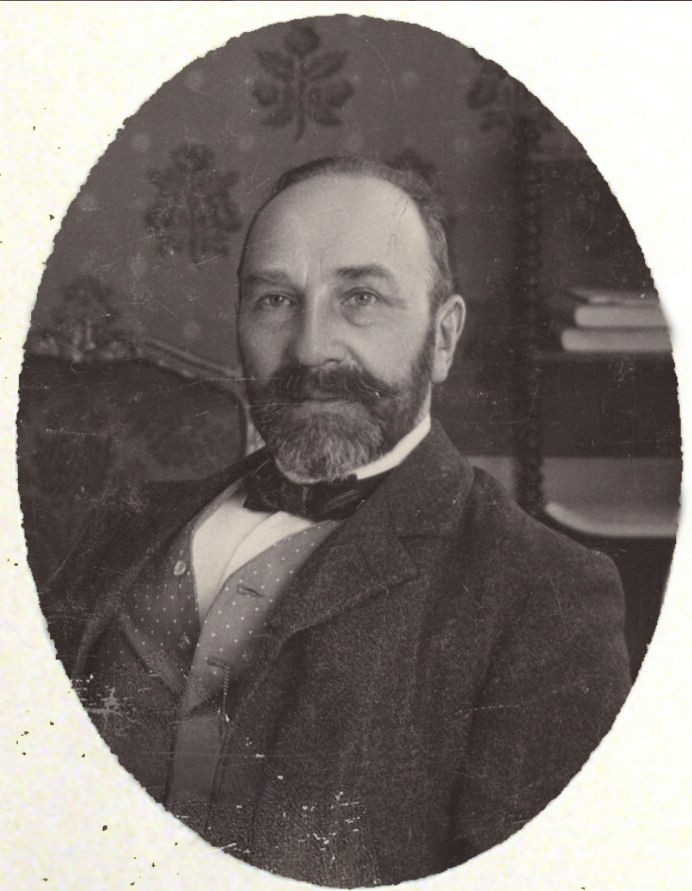
Johan Henrik Deuntzer is tussen 1901 en 1905 de eerste premier voor Venstre.

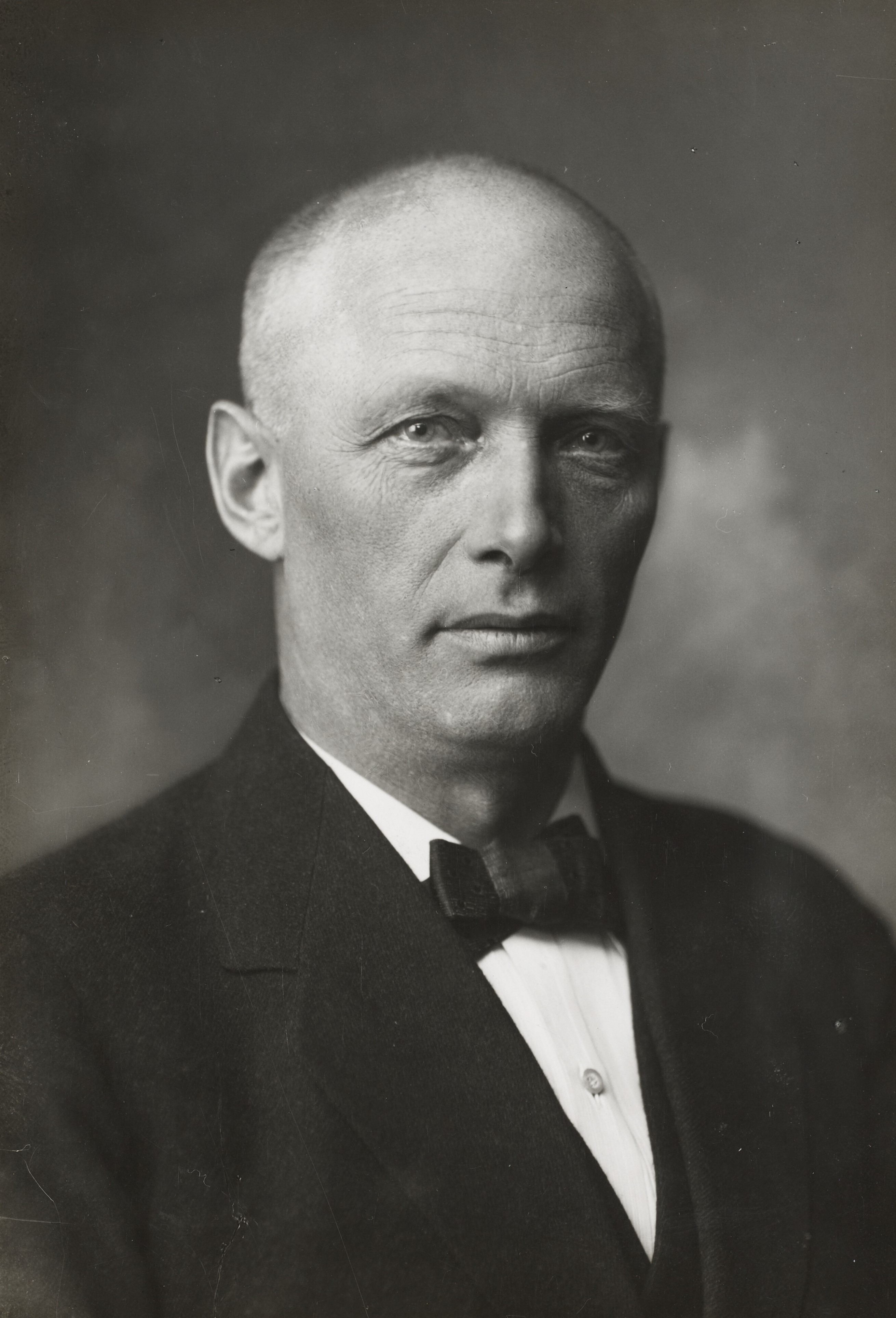
Thomas Madsen-Mygdal, premier van Denemarken 1926-1929.

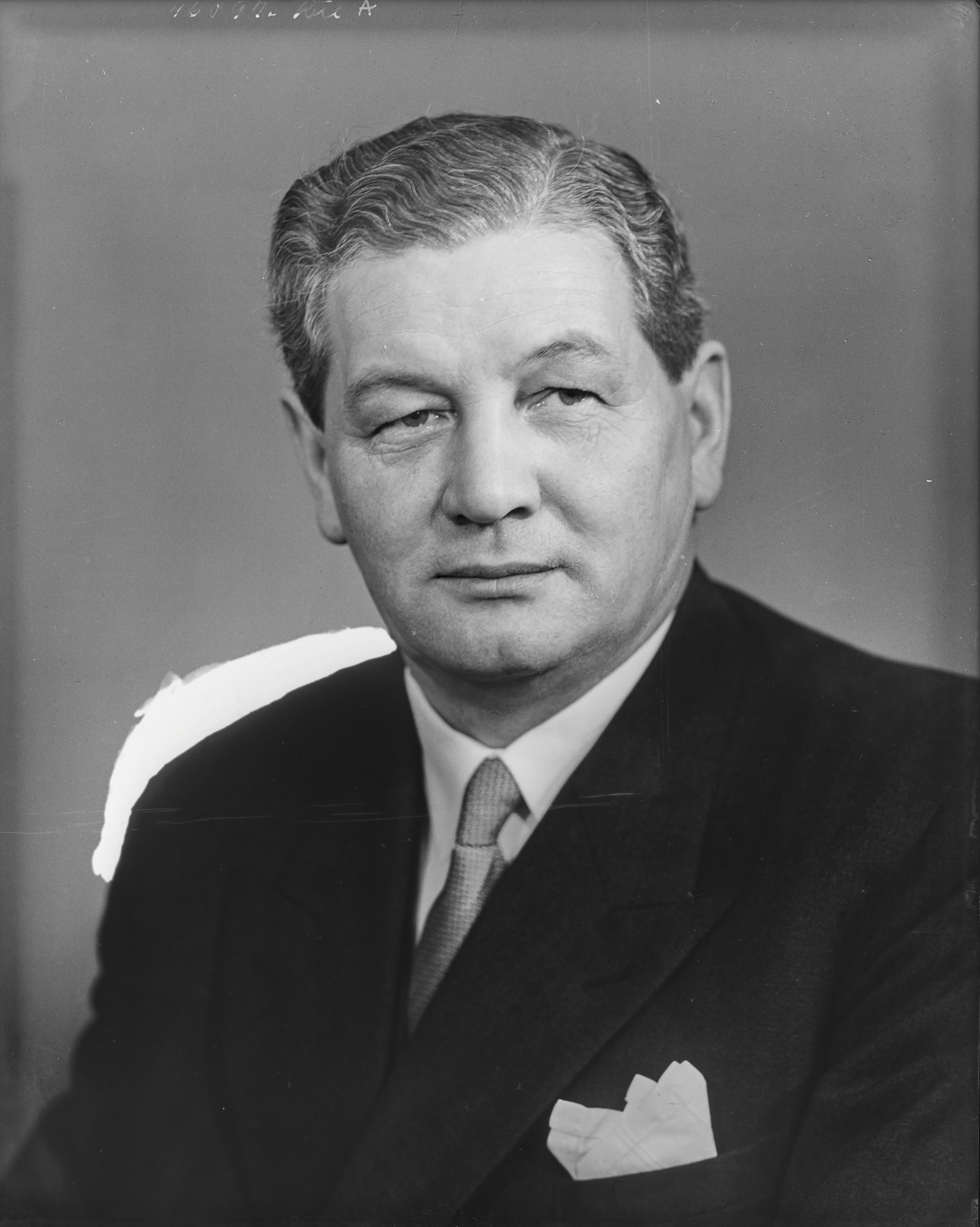
Venstre-premier Erik Eriksen (1950-1953).

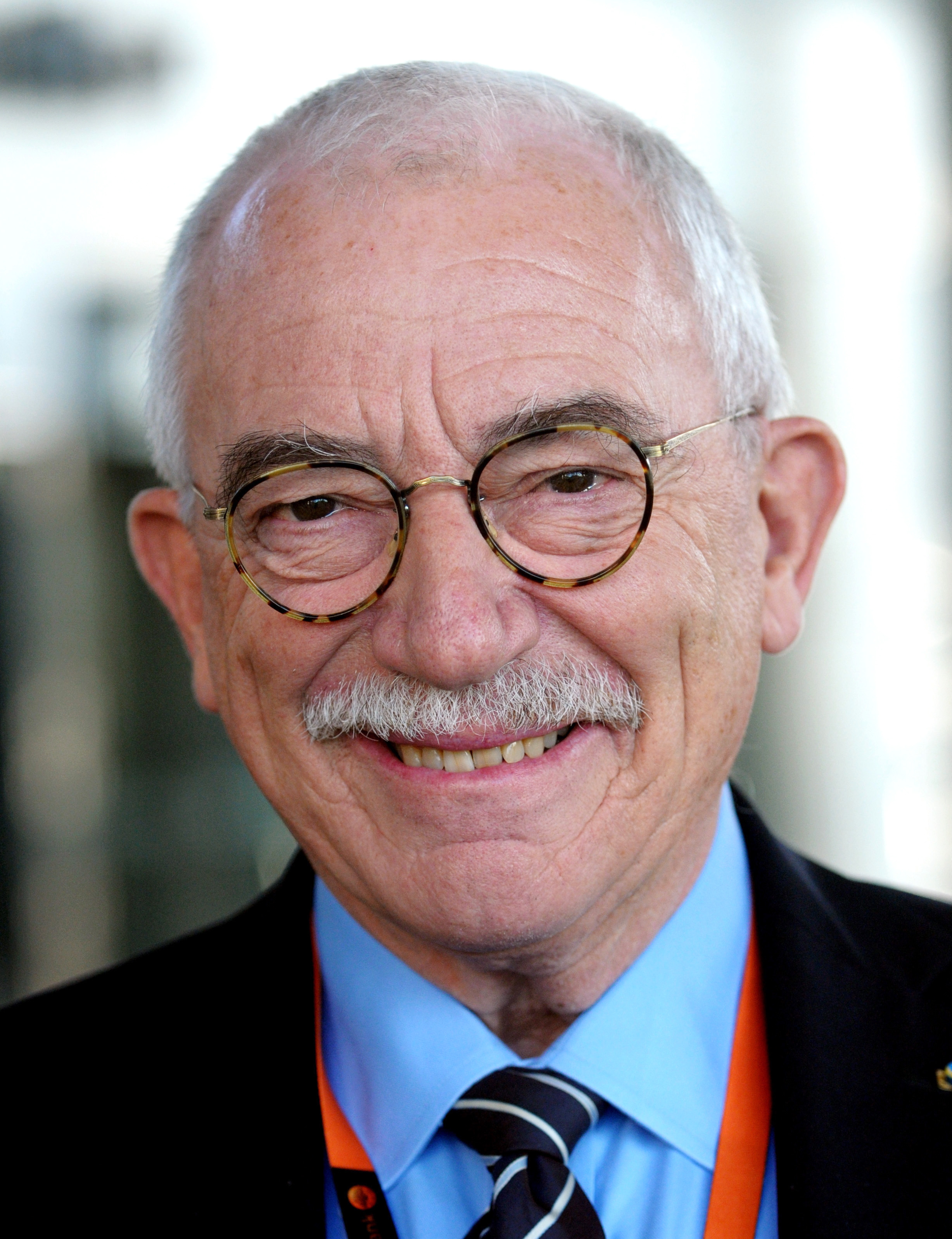
Uffe Ellemann-Jensen is leider van de partij van 1984 tot 1998. In de regering van Poul Schlüter (1982-1993) is hij minister van Buitenlandse Zaken.(Foto uit 2009)

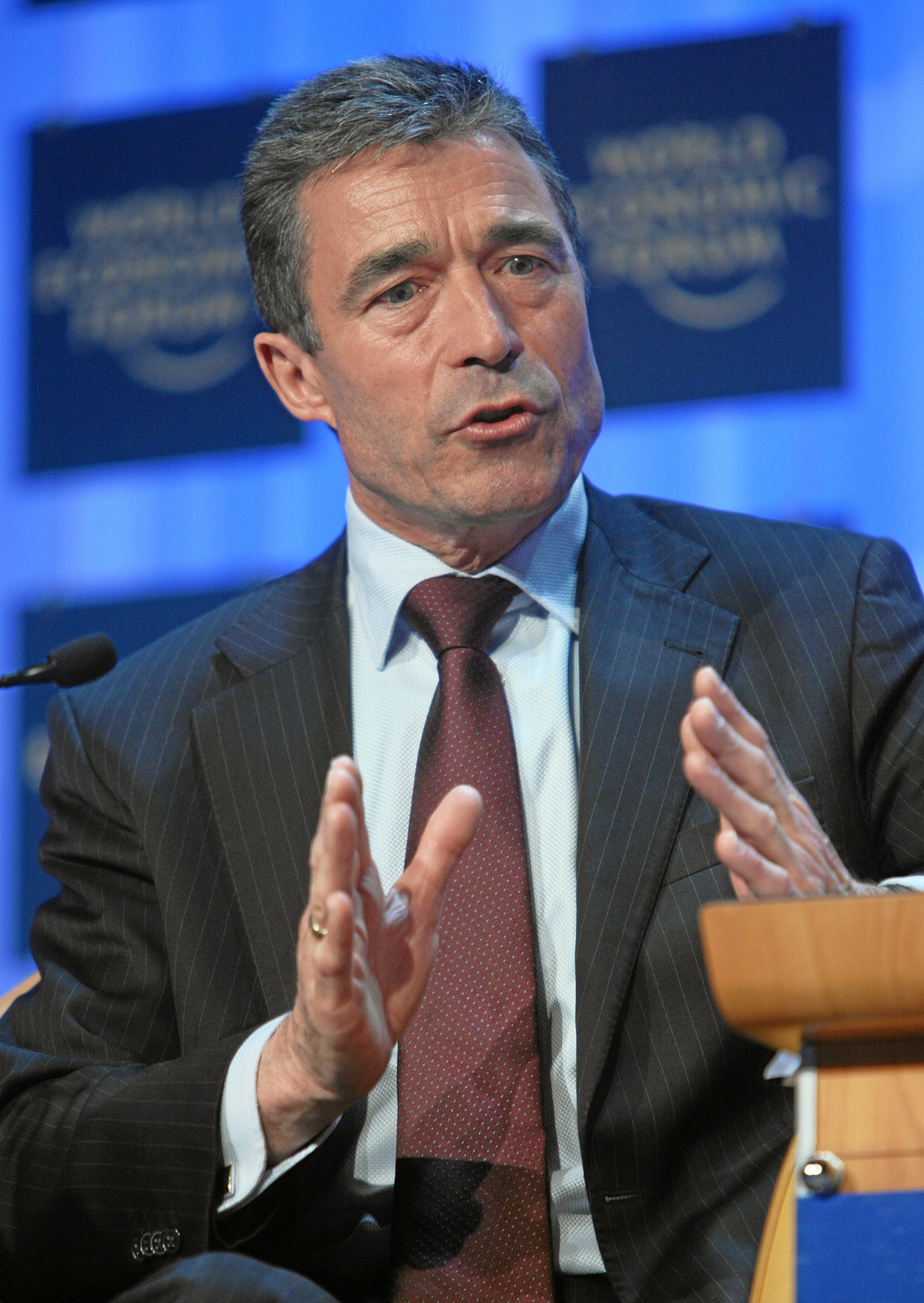
Anders Fogh Rasmussen (premier 2001-2009), maakt van Venstre de grootste partij van Denemarken.

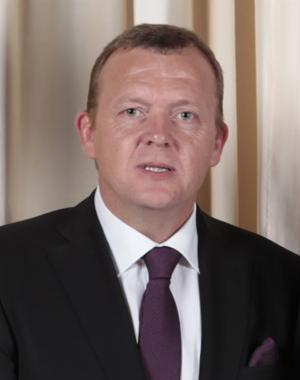
Lars Løkke Rasmussen was Deens statsminister van 2009-2011 en van 2015-2019.

### Decennia van verdeeldheid (ca. 1870-1910): Verenigd, Gematigd, hervormingsgezind en Radicaal Links
Vanuit verschillende reeds bestaande groeperingen – samengebracht door landbouwbelangen, oppositie tegen Rechts (Højre) en liberalisme – ontstaat in 1870 Det Forenede Venstre (Nederlands: Verenigd Links). Grootste strijdpunt voor de partij is de invoering van het parlementarisme (de zogenaamde Forfatningskamp). In 1872 bekomt Venstre immers de meerderheid in het lagerhuis van het parlement, het Folketing, maar desalniettemin blijft de partij weggehouden van de regering.
Van begin af aan is er binnen Det Forenede Venstre, ondanks de naam, verdeeldheid. In 1895 loopt die verdeeldheid uit op een splitsing tussen meer progressieve en eerder conservatieve ‘linkse’ groepen.
- Det Moderate Venstre, Gematigd Links, wordt aanvankelijk gezien als een beweging binnen Det Forenede Venstre. Gematigd Links staat positiever ten opzichte van militarisme, sceptisch ten opzichte van samenwerking met de sociaaldemocraten en derhalve dichter bij het rechts-conservatieve Højre. Tussen 1908 en 1910 zal Det Moderate Venstre samensmelten met de Venstrereformpartiet om de huidige Venstre-partij te gaan vormen.
- Naast Det Moderate Venstre is er ook de Venstrereformpartiet (Nederlands: Linkse Hervormingspartij). In 1901 vindt in Denemarken de zogenaamde Systemskiftet plaats: voortaan beslist de vorst niet langer welke regering aan de macht komt, maar wordt een regering gebaseerd op een meerderheid in het Folketing. Gezien de sterkte van Links in laatstgenoemde vergadering, komt de Venstrereformpartiet (Gematigd Links neemt niet deel aan de regering) op die manier aan de macht en blijft daar tot 1909. Enkele jaren later splitst zich een linkse, voor die tijd ‘radicale’, groep af van de Hervormingspartij: Det Radikale Venstre, meestal vertaald als Deense Sociaalliberale Partij. De radicalen, onder meer gesteund door kleine boeren, zijn voorstander van een grotere staatsinterventie in de economie en zullen in de jaren 1910 samenwerken met de sociaaldemocraten. De overige delen van Venstre, de gematigden en de hervormingsgezinden, vinden elkaar opnieuw tegen 1910 wanneer de huidige Venstre-partij het levenslicht ziet.

### Een Noords-agrarische landbouwerspartij
Sinds in Denemarken in 1849 een nieuw, grondwettelijk regime is ontstaan, gaan ook landbouwers politiek participeren. Zo ontstaat in 1870, vanuit een brede volksbeweging, Det Forenede Venstre. Vanaf het begin is er binnen Venstre een stevige inbreng van landbouwverenigingen als De Samvirkende Danske Landborforenige (DSL; Nederlands: Federatie van Deense Landbouwassociaties, opgericht 1893) en de Landbrugsraadet (LR; Nederlands: Landbouwraad, opgericht 1919). Zo komt een, ietwat vreemde, partij tot stand die zowel landbouwers als stedelijke (liberale) groepen samenbrengt. De oorspronkelijke beweging vertakt zich over het hele land en is nauw verbonden met lokale coöperatieven en kranten. Pas in 1929 ontstaat voor het eerst een eigenlijke nationale organisatie.
Lange tijd is de band met de DSL vrij sterk. Heel wat politiek personeel van Venstre – parlementairen en ministers – zijn gelieerd aan de landbouwbeweging. Hoewel Venstre na de periode 1901-1909 enkel nog enige tijd in de jaren 1920 regeert, dient de partij voor de Tweede Wereldoorlog trouw de belangen van de DSL. De jaren 1920-1930 zijn ook die van economische problemen. Ten gevolge daarvan ontstaat in Denemarken de Landbrugernes Sammenslutning (Nederlands: Boerenunie) die zich heel wat radicaler opstelt dan de DSL en Venstre.
In 1933 wordt de sociaaldemocratisch-radicale regering van Thorvald Stauning geconfronteerd met sociale onrust. Het Kanslergadeforliget, dat een devaluatie van de kroon inhoudt en de basis van het Deense welvaartsmodel wordt genoemd, moet daar verandering in brengen. De hervorming kan evenwel slechts met steun van Venstre. Venstre, daartoe gebracht door de economische crisis (die werkloze boeren in de steden achterlaat) en de concurrentie van de radicale Boerenunie, wordt bereid gevonden zich te onthouden bij de stemming van het Kanslergadeforliget. In ruil voor de vermindering van enkele grondbelastingen en staatssubsidies voor de landbouw, geeft Venstre haar tegenstand voor het welvaartsmodel op.

### Verruiming vanaf de jaren 1950
Van de Systemskiftet in 1901 tot het einde van de jaren 1960 is Venstre de belangrijkste burgerlijke partij. Na regeringsperiodes in de jaren 1910, 1920 en 1940 wordt in 1950 een liberaal-conservatief kabinet opgestart onder leiding van Erik Eriksen (V). Tot 1965, wanneer Venstre gaat samenwerken met de sociaaldemocraten, klinken Venstre en de Konservative zich aan elkaar vast.
Vanaf het midden van de jaren 1950 wordt Venstre geconfronteerd met een slinkend electoraat. In 1920 stemt 34% voor de partij, in 1947 nog 27,6% en in 1987 een schamele 10,5%. In de twintig jaar tussen 1960 en 1980 daalt het aantal Deense landbouwers met de helft; de daling van het aantal stemmen voor het agrarische Venstre is navenant. Een omvormingsproces (waar ook andere Noords-agrarische partijen niet aan ontsnappen) van agrarische tot liberale partij dringt zich ook voor het Deense Venstre op. Terwijl de DSL voorstander is van staatssteun voor de landbouw, kiest Venstre resoluut voor een vrije markteconomie. Dat de partij zich eerder als liberaal wil profileren blijkt duidelijk uit de toevoeging van het onderschrift Danmarks Liberale Parti aan de partijnaam in 1963. Terwijl Venstre zich ook steeds meer als centrumrechts laat gelden, verwateren op die manier de banden tussen partij en beweging: de DSL ziet Venstre minder als ‘haar partij’. De connecties tussen partij en beweging blijven wel, maar Venstre is verplicht andere thema’s dan slechts landbouw op te pikken en andere kiezers dan enkel landbouwers aan te trekken. Zo wint Venstre in 1964 kiezers in de steden, terwijl de partij in landelijke gebieden moet gaan inleveren.
In de jaren 1960 en 1970 neemt Venstre af en toe aan een kabinet deel. Tussen 1968 en 1971 is Venstre vertegenwoordigd in een coalitie met Det Radikale Venstre en de Konservative. Venstre moet accepteren dat Hilmar Baunsgaard van de radicalen premier wordt. Na de nederlaag van de Socialdemokraterne in 1973, vormt de liberale leider Poul Hartling een kabinet met Venstre en de Konservative. Twee jaar lang blijft hij premier en bij de verkiezingen van 1975 haalt zijn partij Venstre daarop 23% (in een periode waarin de partij meestal kan rekenen op tussen 10 en 15% van de stemmen). In de jaren 1978-1979 verrast Venstre door een coalitie te smeden met de sociaaldemocraten van premier Anker Jørgensen.
Ondanks de verruimingsoperatie verliest Venstre steeds meer aanhang. In de jaren 1970 en 1980 schommelt de partij (met uitzondering van de goede uitslag van 1975, 23%) tussen 10 en 15% van de stemmen. In 1987 bereikt Venstre een absoluut dieptepunt met 10,5% van de stemmen. De successen van Det Konservative Folkeparti (C), de andere belangrijke Deense centrumrechtse partij (voortgekomen uit wat eens Venstre’s opponent Højre was) zijn daar niet vreemd aan. Dat belet niet dat de Konservative en Venstre elkaar vinden voor de regering van Poul Schlüter (C) (1982-1993).

### Recente geschiedenis
Na het einde van de burgerlijke regering-Schlüter in 1993 komen de sociaaldemocraten opnieuw aan de macht. Nadat het Venstre in 1998 niet lukt om in de regering te komen, stapt leider Uffe Ellemann-Jensen op. Nu komt het roer in handen van Anders Fogh Rasmussen. Met de slogen Tid til Forandering (‘Tijd voor verandering’) en een programma dat onder meer een afslanking en modernisering van de overheid en een belastingsstop voorstelt maakt Rasmussen van Venstre in 2001 de grootste partij van Denemarken. Venstre haalt 31% van de stemmen binnen; een positie waarin de partij zich sinds de jaren 1920 niet meer heeft bevonden. Anders Fogh Rasmussen wordt premier van een liberaal-conservatief kabinet dat slechts bestaat bij gratie van de rechtse Dansk Folkeparti (DF). De verkiezingen van 2005 (29%) en 2007 (26%) brengen zijn iets minder succesvol, maar Venstre blijft ’s lands grootste partij. Het kabinet-Rasmussen verwezenlijkt de beloofde belastingsstop, voert een gemeentehervorming door en steunt in 2003 de oorlog in Irak, opgezet door de Verenigde Staten.
In 2009 is Anders Fogh Rasmussen aangetreden als secretaris-generaal van de NAVO. Als partijleider en Deens statsminister wordt hij vervangen door Lars Løkke Rasmussen, die verder regeert tot de verkiezingen van 2011. Na die stembusgang boekt Venstre een kleine winst en blijft de grootste partij van het land (26,7% en 47 zetels in het Folketing). Door het verlies van twee andere partijen binnen het blauwe, centrumrechtse blok - Det Konservative Folkeparti en de Dansk Folkeparti - beschikt centrumrechts evenwel niet langer over een parlementaire meerderheid. Het linkse blok, onder leiding van Helle Thorning-Schmidt (A) behaalt een (nipte) meerderheid van drie zetels. Het zorgt ervoor dat Venstre niet langer deel uitmaakt van de regering en dat Rasmussen als premier wordt opgevolgd door Thorning-Schmidt.
Bij de parlementsverkiezingen van 2015 is Venstre de grootste verliezer. De partij verliest 7,2% (13 zetels), om daarmee nog slechts de derde partij van Denemarken te zijn, na de Socialdemokraterne en de Dansk Folkeparti. Het blauwe blok behaalt echter door de grote winst van de Dansk Folkeparti wel opnieuw een meerderheid. Op 28 juni 2015 wordt door Venstre een minderheidsregering gevormd onder leiding van Lars Løkke Rasmussen, die voor de tweede maal premier van Denemarken wordt. Bij de verkiezingen van 2019 verliest Venstre de macht echter opnieuw aan de sociaaldemocraten, waarmee aan het premierschap van Rasmussen wederom een eind komt. Onder druk van partijleden legt Rasmussen twee maanden later zijn partijleiderschap na tien jaar neer. In 2021 zegt Rasmussen ook zijn lidmaatschap van Venstre op en sticht zijn eigen partij: de Moderaterne (Gematigden). Met deze partij wint hij bij de parlementsverkiezingen van 2022 meteen 16 zetels. Dezelfde verkiezingen verlopen echter slecht voor Venstre, dat onder leiding van Jakob Ellemann-Jensen (een zoon van voormalig partijleider Uffe Ellemann-Jensen) twintig zetels moet inleveren. Desondanks blijft de partij met 23 zetels de tweede partij van het land en vormt zij samen met de Socialdemokraterne en de Moderaterne een nieuwe Deense regering onder leiding van premier Mette Frederiksen.
In een opiniepeiling in oktober 2023 keldert Venstre naar een historisch dieptepunt: de partij zou nog slechts door 8,5% van de kiezers gesteund worden. Hierop legt Ellemann-Jensen zijn functies als partijleider, minister en vicepremier neer en kondigt hij zijn vertrek uit de politiek aan. Zijn taken, inclusief het partijleiderschap, worden overgenomen door Troels Lund Poulsen.

## Ideologie
Tegenwoordig wordt Venstre beschouwd als een centrumrechtse liberale partij. Vrijheid is een, zo niet dé basiswaarde van het liberalisme. Venstre vindt de vrijheid om je eigen leven in te richten cruciaal, maar benadrukt dat vrijheid verantwoordelijkheid impliceert. Verantwoordelijkheid stelt zich volgens de Deense liberalen ook in de relatie mens-milieu. Een liberaal milieubeleid gaat volgens Venstre uit van het principe ‘de vervuiler betaalt’. De liberalen zijn er zich van bewust dat het milieuprobleem geen grenzen kent en juist daarom moet de Europese samenwerking opgedreven worden.
Een liberaal beleid wil, volgens Venstre, sociale zekerheid combineren met de hoogst mogelijke mate van vrijheid. De sterkeren moeten de zwakkeren (ouderen, werklozen, zieken) steunen, is voor Venstre het principe. Tolerantie en respect voor eenieder, wat ook zijn of haar etnische, politieke of seksuele achtergrond is, zijn voor de partij essentieel.
Op economisch vlak wil de liberale partij een vrije marktwerking creëren, de enige effectieve manier om tot een open en transparante markt te komen, aldus de partij op haar website. De partij vindt dat het makkelijker moet worden om een eigen bedrijf op te richten. Venstre gaat er ook van uit dat beslissing het best genomen worden door wie ze aanbelangt en is daarom voorstander van decentralisatie.
Vrijhandel, vrije communicatie en open grenzen zijn volgens Venstre de beste manier om een grotere welvaart te creëren in landen. Bovendien zal op die manier het wederzijdse begrip tussen mensen met verschillende nationaliteiten en culturen groeien. De Europese Unie moet die open samenleving waarborgen. De liberalen zijn ook voorstander van een eenheidsmunt voor alle leden van de EU. Venstre wenst dat Denemarken ook lid blijft van de NAVO.

## Leiders en premiers vanVenstre

### Partijleiders
- Thomas Madsen-Mygdal (1929-1941)
- Knud Kristensen (1941-1949)
- Edvard Sørensen (1949-1950)
- Erik Eriksen (1950-1965)
- Poul Hartling (1965-1977)
- Henning Christophersen (1977-1984)
- Uffe Ellemann-Jensen (1984-1998)
- Anders Fogh Rasmussen (1998-2009)
- Lars Løkke Rasmussen (2009-2019)
- Kristian Jensen (2019, waarnemend)
- Jakob Ellemann-Jensen (2019-2023)
- Stephanie Lose (2023, waarnemend)
- Troels Lund Poulsen (sinds 2023)

### Premiers
- Johan Henrik Deuntzer (1905-1908)
- Jens Christian Christensen (1905-1908)
- Niels Neergaard (1908-1909)
- Ludvig Holstein-Ledreborg (1909)
- Klaus Berntsen (1910-1913)
- Niels Neergaard (1920-1924)
- Thomas Madsen-Mygdal (1926-1929)
- Knud Kristensen (1945-1947)
- Erik Eriksen (1950-1953)
- Poul Hartling (1973-1975)
- Anders Fogh Rasmussen (2001-2009)
- Lars Løkke Rasmussen (2009-2011, 2015-2019)